# Ісабель Мартінес де Перон
Марі́я Есте́ла Марті́нес де Перо́н (ісп. María Estela Martínez de Perón), відоміша під іменем Ісабе́ль (нар. 4 лютого 1931) — президент Аргентини у 1974—1976 роках і перша жінка у світі, яка обіймала президентську посаду. Дружина Хуана Домінго Перона. 24 березня 1976 року була скинута внаслідок військового перевороту. З 1981 року живе в Іспанії.

## Перша леді
З майбутнім чоловіком познайомилась у Панамі, де працювала танцівницею у нічному клубі. Разом із Пероном переїхала до Іспанії 1960 року. Під тиском церкви Перон був змушений одружитись із нею (хоч Ісабель була молодшою за нього на 35 років).
Коли Перон почав повертатись у політику, Ісабель нерідко їздила за його дорученнями до різних країн Південної Америки й до Іспанії. У цей час з нею познайомився філософ-містик Хосе Лопес Рега, який до самого її усунення від влади справляв значний вплив на неї. Під тиском своєї дружини Перон призначив Лопеса своїм особистим секретарем, згодом той став міністром. Надалі Хосе Лопес Рега став лідером аргентинських «ескадронів смерті» — праворадикального Аргентинського антикомуністичного альянсу.

## Президентство
Коли Перон вирішив 1973 року втретє балотуватись у президенти Аргентини, він висунув свою дружину у віцепрезиденти. Невдовзі після перемоги на виборах Хуан Перон помер і 1974 року Ісабель Перон згіздно з законодавством автоматично стала главою держави. Обіймала посаду президента Аргентини з 1 липня 1974 до 24 березня 1976 року. Усунута від посади внаслідок перевороту, який організував генерал Хорхе Рафаель Відела. Перебувала під домашнім арештом, 1981 року депортована до Іспанії.
Ісабель була першою у світі жінкою, яка обіймала посаду президента будь-якої держави (хоч її й не було обрано на цей пост), і першою жінкою-очільницею республіки Західної півкулі.

## Звинувачення
У січні 2007 року в Аргентині видано ордер на затримання Ісабель Перон, яку вважають причетною до вбивств та зникнення сотень аргентинців-комуністів і тому вимагають її екстрадиції. За оцінками правозахисних організацій, у 1974—1976 роках від рук членів ААА, що діяв, як стверджують, з особистої санкції Ісабель Перон, у країні загинуло майже півтори тисячі лівих активістів.
2008 року Національний суд Іспанії відхилив запит Буенос-Айреса про екстрадицію Ісабель Перон, постановивши, що термін давності позову давно сплив, відповідно необхідності в екстрадиції немає.